# 四行仓库保卫战
31°14′32″N 121°27′58″E / 31.24222°N 121.46611°E
四行倉庫保衛戰是中国抗日战争淞滬會戰中的一場戰鬥，发生于1937年10月27日至11月1日，標誌著淞滬會戰的尾聲。參加這場保衛戰的國民革命軍第88師262旅524團第1營將士，被稱为“八百壯士”（又稱四行孤軍），實際四百餘人，他們被留在紧邻公共租界的四行仓库，抵住日本軍多次進攻，掩護國軍第八十八師及其他國軍向西撤退。

## 背景
1937年7月7日，七七事变。日軍自平津地區一面向西進攻晉中腹地，另一面也開始着手向華東地區進發:120。
第八十八师参谋长张柏亭经考察后认为四行仓库侧后不足200米，有两个巨型煤气罐，内储30万立方米煤气。若日本空军投弹稍有偏差，煤气库即会爆炸，且四行仓库东侧是西藏北路和沿河的北苏州路，均属上海公共租界范围，新垃圾桥和西藏北路又由美英军队、万国商团守卫，日军其时还不敢向美英军队挑衅，因此四行仓库作为师司令部地理位置有利。蒋介石命令闸北区所有军队撤出，以防卫上海西部郊区，同时命令第三戰區代理司令长官顾祝同让精銳的第八十八师单独留守。此举一是为了拖延日军进攻速度，掩護大軍撤退，二是为了向国际社会表明中国在抵抗日本侵略战争上的坚决态度，因九国公约签字国正好将于当年11月3日在比利時布魯塞爾召开九国公约会议，蔣希望以此赢得国际社会的支持。
10月26日晚上，驻扎於上海北站的国民革命军第88師第五二四团（团长韩宪元，广东文昌人，黄埔三期步兵科毕业）接到命令要求随师向西撤退。晚10点，第一营营长杨瑞符至团部取得撤退命令，回营下令各连撤退。但随即又被召回团部等候，待团附谢晋元从师部（此时在四行仓库）回来出示师长孙元良手令，命令留下第一營防守四行倉庫，最後孙元良僅留下国民革命军第88師第524團第一營防守四行倉庫:79。
四行仓库是一座25米高之混凝土建築，原是金城銀行、中南銀行、大陸銀行、鹽業銀行等北四行合資建設之倉庫。

## 战斗序列及装备

### 国民革命军

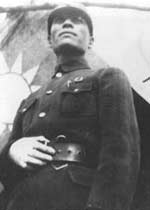
谢晋元

- 第七十二軍第八十八師第二六二旅第五二四团一营
  团附，陆军中校 谢晋元

- 营长，陆军少校 杨瑞符

- 一连连长，陆军上尉 上官志标
- 二连连长，陆军上尉 邓英
- 三连连长，陆军上尉 石美豪（负伤），陆军上尉 唐棣（接替石美豪）
- 机枪连连长，陆军上尉 雷雄

第一营作为一支加强营最初有接近800人，但经整个淞沪会战的消耗到该次战斗前包括军官只有423人（一说453人）。而在部队从北站转移到四行仓库的过程中人数又降为414人。经过两个月的艰苦战斗，國軍损失了大量原经过德式训练的士兵，基本上20天左右就要补一次兵。守卫四行仓库前夕，88师部队刚好进行了第五次补充，来源是湖北保安团。由于建制对口的关系，补进了524团一营的士兵不少正来自通城保安大队。他们大多来自湖北驻军第五团第一营。湖北方面不愿意将他们训练最好、原與共产党作战的军队送到上海，因此被送到上海的都是些在7月7日战争爆发后招募的尚未完成训练的新兵。

### 日本海军
- 上海特别陆战队第十大队

日本海军上海特别陆战队第十大队于8月16日应日海军第三舰队司令长谷川清的增援要求，在佐世保抽调特别陆战队兵力，与第九大队同时紧急编成。
大队长是海兵51期的土师喜太郎少佐，曾任“雾岛”号炮术长。淞沪战役后，又指挥吴第五特别陆战队参加武汉会战，之后任炮术学校教官，高松亲王侍卫，最后任“陆奥”号大佐炮术长，1943年6月8日“陆奥”号爆沉时死亡。
第九、第十大队在8月18日上午乘“摄津”号靶舰及“矢风”号驱逐舰离开佐世保，19日夜间即抵达上海。第十大队有21名军官，506名士官兵，在19日晚上8时许登陆，先任预备队，后来一直在日本特别陆战队战线左翼作战。前一夜日军发现国军撤退，遂于27日凌晨发起追击，第十大队负责闸北左翼，扫荡国军留下的部队或散兵。

## 战斗经过
自10月26日起，留守倉庫之中國士兵們開始與日軍展開四天拉鋸戰:122。

### 10月27日
主力部隊正在馬不停蹄西撤，孤軍固守四行倉庫注定沒有援助:122。当晚各连分批穿过前线，杨瑞符命令一连去四行仓库，自己带领二连前进。而三连、机枪连和一连第三排士兵无法联络。直到第二日上午9时，他们才到达四行仓库。他们是在随大部队撤退途中，得到有关一营留守四行仓库的消息。謝晉元曾告訴部下：「本軍所奉的命令就是要死守四行倉庫，與最後陣地共存亡。所以這個四行倉庫就是我們四百多人的墳墓，我們全都要戰死在這裡。我們中間只要還有一個人在，就要堅守陣地，和敵人拚死戰鬥到底！」:122之后他们这种志愿参加“自杀行动”的精神，被蒋称为英勇行为的典范。
早上時分，有关中国军队仍在四行仓库保卫闸北的消息在上海传开。这引起中國童子軍楊惠敏关注。凌晨4点左右她听到枪声便沿苏州河行走，她發現英國士兵向倉庫丟了一袋香菸。英軍告訴楊惠敏，四行仓库裡中国守军要死守:82。於是她要求附上她自己的紙條，不久後倉庫傳回紙條，說明他們需要彈藥與食物。楊惠敏向上海商會求助，不過對方並不相信。回到住處，到晚上楊惠敏脫下童子軍制服，將一面青天白日滿地紅旗緊緊纏在身上，再罩上制服:82。
谢晋元将一连沿西藏路部署在四行仓库右翼，三连在左翼交通银行倉庫大楼对面，二连在中央担任四行仓库外围之守备。將士們利用倉庫內之麻袋構建防禦工事，封閉門窗以方便射擊，破壞照明系統以隱蔽部隊:122。机枪连除以两挺布置在楼顶担任防空其余分配一、三两连完成全营火力网的编成。苏州河北路有原为防御租界内欧美军队的防御工事，但工事的枪眼是向现在中国守军方向开的。为了防止日军利用，中国守军便在其中埋下炸药，后日军进入其中，中国守军引爆炸药而对日军造成伤亡。
守军用仓库内的沙袋、装玉米、大豆和其他货物的麻袋构筑工事。并将楼内电灯全部破坏以便隐蔽，焚烧四行仓库周围房屋。
上午7时，日军上海特别陆战队第十大队开至上海北站，到午后1时开至四行仓库附近。约十名日军接近防御工事进行侦查，很快被击毙。午后2点由第三連排长尹求成带领的一队中国侦察兵与约50名日军交火。之后不久一个连的日军从西侧发动进攻，三连连长石美豪面部中弹但继续指挥战斗直到腿部再次中弹。大约七十名日军进入仓库西南墙根中国军队火力死角，中国守军便爬上楼顶向其投掷迫击炮弹及手榴弹，炸死日军七名伤二三十名。在第一波攻击失败后日军向储有燃料及木材的仓库西区放火。下午5时大火被扑灭。同时日军在闸北进行抢掠纵火。

### 10月28日

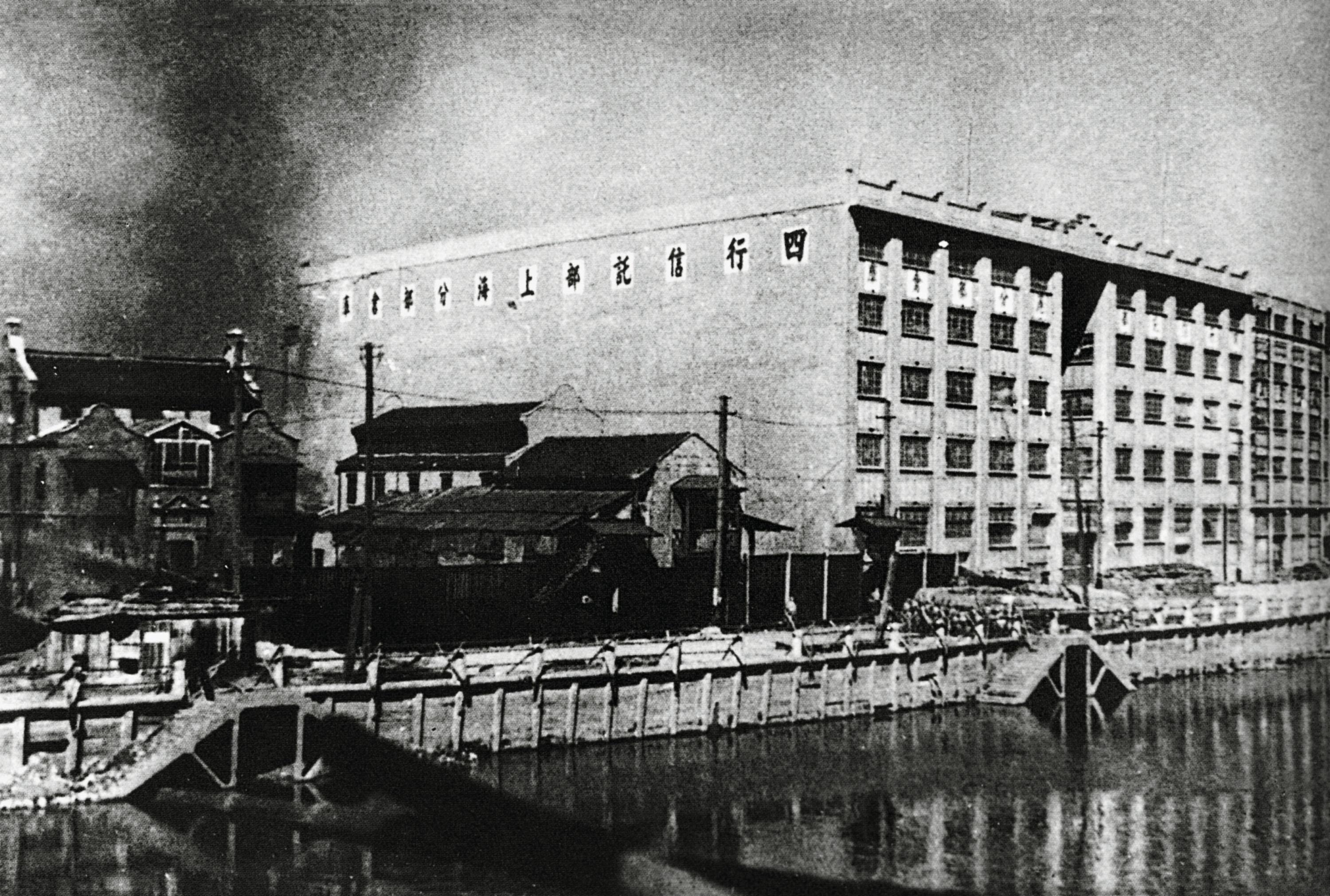
从公共租界拍摄的燃烧中的四行仓库

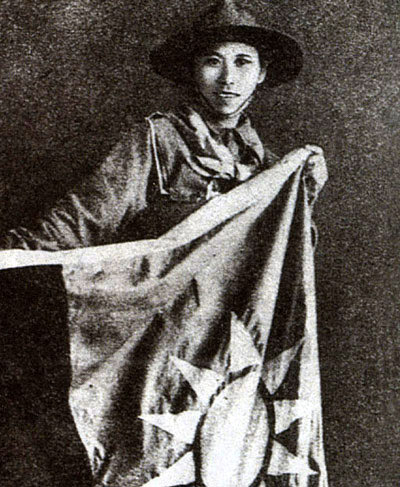
楊惠敏与中华民国国旗

10月28日早晨出版发行的《申报》、《新闻报》、《大公报》、《中央日报》都采用了中央社27日的报道：“闸北我军虽已于昨晨拂晓前大部安全撤退，但此非谓闸北已全无我军踪迹，盖我八十八师一营以上之忠勇将士八百余人，由团长谢晋元营长杨瑞符率领，尚在烈焰笼罩敌军四围中，以其最后一滴血，与最后一颗弹，向敌军索取应付之代价，正演出一幕惊天地泣鬼神可永垂青史而不朽之壮烈剧戏也。”上海租界的外国报纸则提供了不一样的数据。《大美晚报》、《字林西报》、《上海泰晤士报》等先后有150人、800人、200-250人的不同说法。
四行仓库的位置及建筑结构对守军相当有利。四行仓库临近上海公共租界，日军不敢用海军炮火攻击。他们怕炮弹落入公共租界内，因为日本此时尚未準備好同欧美开战。
上午8时，营长杨瑞符召集全营官长及班长讲话鼓舞士气。10时谢晋元与杨瑞符共同视察工事并观察日军动向。当他们在楼顶上时谢晋元发现一队日军沿苏州河北路移动，据杨瑞符回忆，谢晋元拿起一支枪向其射击，当场击毙日军一名。
下午3时开始下雨，四行仓库周围的火逐渐熄灭。日军在西侧与四行仓库远远对射，两小时后日军放弃进攻，但得以切断四行仓库供电及供水。
當時，430多名士兵在倉庫西側2、3樓，與佔據一街之隔之交通銀行內日軍交火，日軍用加農炮攻擊，令倉庫西牆千瘡百孔。
这期间上海商会得到中国守军仍在闸北消息后相当激动，消息很快通过电台传遍全城。「八百壯士」英勇精神，大大激勵全國軍民抗日鬥志，大批上海市民在雨中聚集在苏州河南岸，为守军吶喊助威。上海市民向守军捐献十多卡车给养。卡车于夜间抵达四行仓库附近，守军用沙袋筑墙到卡车旁，将给养拖至仓库。搬运给养用了四个小时，在此期间三名守军阵亡。守军收到了食物、水果、衣物、器具和市民的慰问信。一队记者也来到了四行仓库，但由于谢晋元与杨瑞符因事繁忙，由机枪连雷连长代为接见。
谢晋元通过上海商会，向英军要求送十名重伤员离开战场。英军同意了此项要求，因此伤员趁夜幕掩护被抬离战场。
同晚上海商会决定向守军送一面中華民国国旗。四十一號中國女童子軍楊惠敏在10月28日中夜，冒着生命危險，衝過火線，向四行倉庫守軍獻送青天白日滿地紅旗:80。楊惠敏脫下外衣，将国旗呈獻給他們，他們激動得流下淚，謝晉元說：「勇敢的同志，你給我們送來的豈僅僅是一面崇高的國旗，而是我們中華民族誓死不屈的堅毅精神！」:82-83当楊惠敏问及守军的作战计划时，守军回答誓死保卫四行仓库。楊惠敏十分感动并向谢晋元索取所有守军的名册，并将其通告全国。但为了迷惑日军同时又不使楊惠敏失望，谢晋元让人根据原五二四团的名册伪造了一份800人的名单。謝晉元鼓舞士兵說，我跟你們一起死在四行倉庫；他嘱咐出外就醫之士兵，「有人問四行倉庫有多少人，你們就說有800人，決不可說只有一營人，以免敵人知道我們人數少而更加兇橫」。另据杨瑞符在《孤军奋斗四日记》中对10月28日晚运出伤员的情形有过这样的描述：
“我当嘱咐出外就医的士兵说：你们出去，有人问四行仓库究竟有多少人，你们就说有八百人，决不可说只有一营人，以免敌人知道我们的人数少而更加凶横，后来轰传世界的八百孤军的数目，就是这样来的。我团五二四的团长本来是韩宪元，而今天一般人误称为谢团长，也就是在這八百的数目字而推测出来的。”
这就是“八百壮士”的由来。「八百壯士」之名由此響徹全中國。

### 10月29日

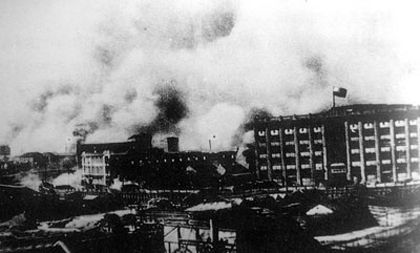
外國記者從上海公共租界建築物中所拍攝的四行倉庫保衛戰中，在上海閘北四行倉庫頂樓隨風飄蕩的中華民國國旗

謝晉元臨時用兩根竹竿連扎成旗杆，平台上站一二十個人，都舉手向青天白日滿地紅旗敬禮:83。謝晉元帶楊惠敏參觀各處:83。10月29日早上，上海市民发现四行仓库楼顶升起一面青天白日满地红旗。守军中只有一小部分人参加了升旗仪式。而苏州河对岸聚集的群众据说超过三万人，紛紛向四行倉庫屋頂迎著朝陽招展之青天白日滿地紅旗招手欢呼:84。日军开始对中華民國国旗发动空袭。
中午，日军发动迄今最大规模攻击。加农炮和轻装坦克从各个方向发动进攻，迫使中国守军第三连从仓库外工事中撤回仓库内。四行仓库西侧本来没什么窗户，而日军的炮击却给守军打开了许多射击孔。一队日军试图通过梯子爬入仓库二楼，谢晋元当时恰好在二楼窗户前。他一手夺过第一个上来的日本兵的枪，另一只手将其推下，之后向第二名日军射击，最后推倒了梯子。一名在战斗中负伤的士兵将自己绑上手榴弹从六楼跳下仓库，利用自杀攻击炸死约二十名日军。战斗直到天黑，此时日军以装甲车和加农炮掩护进攻。最终日军再次失败后，开始用挖掘机向四行仓库挖地道。河对岸市民用大字报通知守军日军的行动。一人甚至在发现日军准备再一次发动进攻后，打电话通知四行仓库守军。
竊職以犧牲的決心，謹遵鈞座意旨，奮鬥到底，在未完全達到任務前，決不輕易犧牲，成功成仁，熟計之矣。決不有負鈞座意旨，偷安一時，誤國誤民，負鈞座付託之重。外間一切宣傳消息，概自外界傳去，職到此時，從未向外界發表任何要求、任何談話，既抱定必死決心，現除達任務外，一切思念皆無；整個工事，經三日夜趕築，業經達到預定程度，敵如來犯，決不得逞。感（27日）敵攻擊結果，據瞭望哨報告，斃敵在八十名以上，儉（28日）晨六時許，職親手斃敵二名。租界民眾觀看者，咸拍掌歡呼。現職宗旨，待任務完成後，決作壯烈犧牲，一切乞鈞座釋念。
職謝晉元上

### 10月30日至11月1日
10月30日早上7时，日军大部分时间用加农炮再次进攻，只有少数步兵参加。日军试图摧毁四行仓库，由于建筑坚固，沙袋和修理材料充足，守军得以时刻修复。据杨瑞符回忆，加农炮炮火相当密集，平均每秒都有炮弹落下。
10月29日，外籍人士派代表向国民政府递交请愿书，要求以“人道主义原因”停止战斗。10月30日，上海公共租界英軍司令斯馬萊特少將見國軍英勇作戰，深受感動，除購贈糧食給八百壯士充飢外，更親自進入四行倉庫會見謝晉元，建議孤軍自租界撤出，英國駐上海領事願給予最大協助，謝回答：「我們軍人以服從命令為天職，即使撤走，也得要有我們蔣委員長的命令，否則我們寧願戰死。」後來，各國使節團透過外交關係，正式提出照會，要求國民政府下令撤離孤軍，以免日軍重炮射入公共租界，危及各國僑民。对于蒋来说战斗已经胜利，绝大部分中国军队已经撤离，并重新部署到新位置，战斗已经引起西方世界注意。於是蔣響應外國租界停火要求，下令撤離。部队在10月31日撤离四行仓库。上海警备司令杨虎受命与英军將領斯马莱特会面，会议决定第五二四团撤至公共租界，与在上海西部战斗的第八十八师汇合。日军指挥官松井石根表示同意并保证允许中国守军撤退，但事后很快反悔。谢晋元希望能继续留守四行仓库，直到战斗至最后一人。最终，张柏亭劝说其同意撤退。臨到奉命退卻時，英軍指揮官馬勒提少將不顧日軍抗議，親自站在他警戒線上之重機關槍陣地上，掩護孤軍通過新垃圾橋:84。10月31日进入孤军营的只有355人。
10月30日午夜，谢晋元带领376人分小队，分批通过新垃圾桥，撤入公共租界，约十人在撤退中被日军机枪打伤。谢晋元376人通过北西藏路，撤入东侧公共租界内中国银行仓库。到凌晨2时，所有守军均完成撤退。
11月1日，谢晋元在孤军营接受中外记者采访时，证实“四行堆栈内，除有若干沙袋外，并无如许尸体，我在内士军，共为四百二十名，撤退时为三百七十七人，其中除有十余名已殉难外，余者受伤入医院治疗中”。
這一役，孤軍堅守最後陣地，力戰四日夜，擊退日軍六次圍攻，日軍死約200餘，孤軍傷亡37人，營長楊瑞符少校彈穿左胸，負重傷:84。

## 后续
部队撤退后随即宣布与第八十八师汇合，但马上被租界内的英军攔截没收武器并限制自由。部隊馬上被繳械，後被軟禁近4年。这是因为日军威胁：如果让他们离开就要入侵租界。他们被送至公共租界西部意大利防区的胶州路胶州公园隔壁孤军营进行隔离。
10月31日，第一营官兵受到国府嘉奖，各晋一级。谢晋元團附真除上校團長，頒授青天白日勋章，上官志標升為中校團附，機槍連雷雄連長遞升為營長，原營長杨瑞符少校，撤離時負傷住院，已直接歸隊，另有任用:113。11月17日，国民政府明令谢晋元与杨瑞符获頒青天白日勋章，是勋章自1929年设立以来首次有校级军官获奖。
在他们被软禁期间，上海市民经常探访他们并进行文娱表演。军官为士兵开设了多种课程如外语、数学。《共产党宣言》的中文译者陈望道也经常到营地探望。士兵继续每日进行军事训练并保持高昂的斗志。他们抵住外界的压力坚持升国旗、唱国歌。
1938年8月11日，孤军为纪念「八一一」（1937年8月11日第八十八師自無錫出師向上海），向公共租界萬國商團團長亨培交涉，悬旗三天:88。8月9日，孤軍營內竪起旗杆:88。亨培來干涉，先是不許懸旗，後要求將旗杆截短，俾與營內大禮堂屋頂相齊，避免日軍看見，引起麻煩，使工部局為難:88。翌日，孤軍「八一一」、「八一三」紀念日將臨，而懸旗問題尚未決定，不得已將旗杆砍去數尺，重新竪立起來:88。8月11日晨6時，舉行升旗典禮，青天白日滿地紅旗飄揚於孤軍營內；四小時後工部局派英格蘭兵300人包圍孤軍營房，派意大利兵400名散布晉元路一帶警戒；又派白俄一隊向孤軍營衝入:88。萬國商團中國團員吳啟榮事先發覺來告，謝晉元即令第一連負責警戒瞭望塔，第二連分散於大操場：下令不到5分鐘，白俄隊即衝進營房，用機關槍向孤軍掃射，4人死於旗下，伤11人:88。白俄隊之後退出，同晚10時又來一隊白俄，強將全部孤軍挾入救護車多輛，駛往外灘中央銀行幽禁，谢晋元及孤军對此绝食抗议:88。上海罷市三天，聲援孤軍，要求將孤軍送回晉元路原營地:89。是月13日，蒋介石电令中华民国行政院与公共租界交涉此事，后公共租界工部局被迫同意恢复8月11日之前状态，严惩肇事者，抚恤被难士兵，四行孤军可自由悬挂国旗，不受干涉。但經此事件後後，孤軍營內之國旗被收繳，此後只能舉行「精神升旗」:89。
淞沪会战中方虽然失败，并损失国民革命军近三分之一精锐部队，但它鼓舞中国军民的士气，并向外界传达中国积极抗战决心。媒体用“八百壮士”来称呼这414名守军，同时《八百壮士歌》被创作出来以激励军民抵抗日本侵略。「中國不會亡，中國不會亡，你看那民族英雄謝團長」《八百壯士歌》在抗戰中唱8年，雖然四行倉庫保衛戰最終並未促使九國公約會議制裁日本。蒋中正期盼的外国援助也毫无进展，欧洲各国除了对日本提出谴责外没有任何实际行动。只有德国和苏联在二战欧洲部分爆发前援助过中国，而德国因和日本同盟，迫于日本压力下于1938年结束了对华援助。 
1940年「九一八」，孤軍營何玉湘中士被白俄開槍殺死，高廣雲上等兵被擊傷:89。失去自由的謝晉元部，組織合作社，生產日常生活用品，還向前線捐獻物資，後因交通不便等原因，折合成現款匯交，宋美齡回信致謝。
守军在“孤军营”中被羁押三年多。后来日本方面声称允许释放这些士兵，但条件是解除武装并以难民的身份离开上海。谢晋元拒绝这些条件。其間他多次拒绝中华民国维新政府（1938年-1940年）及汪精卫政权（1940年-1945年）劝降。
1941年4月24日晨5時許，孤軍營官兵循例在操場集合，列隊早操:91。點名時，發覺士兵二連下士郝鼎誠、四連下士張文清、尤耀亮，上等兵張國順等4名遲到5分鐘，謝晉元治軍素嚴，當眾予以訓斥:91。不料郝等早受偽汪精衛政權方面誘騙，趁機下手:91。在全體跑步時:91，郝鼎誠乘謝晉元不備，突然拿出身藏的匕首刺向謝晉元面門，隨後在其頭胸等部位猛戳，其余3人也一擁而上，向其左太陽穴及咽喉等致命處狂刺，謝晉元當場倒地。團附上官志標中校見狀趨前援救，也受重傷；兇手當場被附近官兵捕獲，移解上海公共租界當局法辦:91。謝晉元被刺殺身亡；消息傳出，上海市民悲慟不已，逾10万人参加其葬礼。而三天内涌进孤军军营瞻仰其遗体的共达25万人次。蒋介石和宋美龄也通電悼念 。谢晋元被追赠少将军衔。
1941年12月8日，日本突袭美國珍珠港，太平洋戰爭爆發:92。12月9日，國民政府發布對日本、德國和意大利宣戰佈告。12月10日，汪精衛政權上海市長陳公博致函孤軍營代團長雷雄，要孤軍全體參加「和平運動」，雷嚴辭拒絕:92。后日军在占领上海公共租界後，俘获这些士兵。1941年12月28日，日軍數百人突入孤軍營，將孤軍全部押到寶山月浦飛機場拘禁:92-93。1942年2月9日，日軍又將他們從寶山押到新龍華游民習藝所，強迫他們挖壕溝，作苦工；因為孤軍反抗，日軍把他們押去南京，關在珠江路老虎桥监狱之俘虜收容所裡；孤軍仍每天抽空由官長率領跑步和體操:92-93。日軍將孤軍官長和士兵分開，將士兵50人押去光華門外，60人押去孝陵衛，100人押去杭州；另押解裕溪口和南洋群島各50人；其餘仍關在城內原處，將官兵雜在一起，強迫他們做苦工:93。1942年11月6日，光華門外孤軍趁着和孝陵衛之孤軍對調時，大部分逃走；他們先到小茅山藏幾天，有的留在當地參加遊擊隊，有的繞道浙江、江西、湖南、貴州，回到陪都重慶:93。另外三十六名官兵被押至新几内亚作苦工。

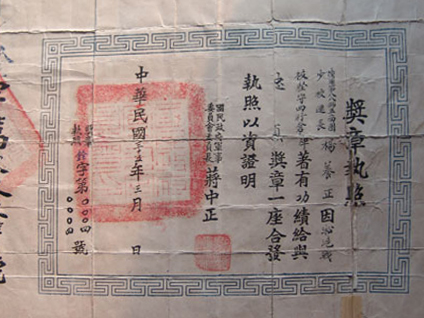
楊養正獲得的忠貞獎章執照

“八百壯士”無限悲痛，一致決議鑄造“謝團長紀念像章”。八百壯士孤軍抗戰的事蹟傳開後，全國慰勞總會向他們敬贈了“忠党衛國紀念章”。1944年，“八百壯士”部分倖存者逃出日軍控制範圍，陸續到達重慶，國民政府又特意制發了“忠貞獎章”表彰這些愛國勇士。另外還有“四行孤軍工務社證章”。
抗戰勝利後，從全國各地回到上海有100多名倖存者，在新几内亚作苦工之58人有36人由澳洲政府派軍艦送回上海。约100名该营战士回到上海在四行仓库搭棚为谢晋元守灵。国共内战爆发后，他们大多不愿再战而復员。之后他们當中一些包括女童子军杨惠敏随中华民国政府撤退到台湾。那些留在中国大陆的士兵，因为是国军士兵，在文化大革命中遭到迫害。
2009年3月7日，中華民國國防部成立專案小組，自巴布亞紐幾內亞迎回海外陣亡將士英靈總牌位，並由中華民國總統馬英九主持春祀。其中包含中華民國陸軍第六十七師二〇〇團吳坤上尉、新30師孔憲章上士、曹友生上士，以及當地從事抗日活動被捕民眾梁有年、陳緯南，共計256位英靈正式入祀圓山國民革命忠烈祠。根據當地新挖掘到的中國廣東民眾死亡紀念碑記載，共有636員死亡，其它受難者尚無下落。2010年，中华人民共和国民政部于墓碑原址建成中国抗战将士和遇难同胞陵园。
居住在台灣的八百壯士當事者，名為厲鼎新，當年為傳令班中士班長，確是當時隸屬當時國軍71軍88師部隊中編制人員。厲鼎新於民國102年(西元2013年)7月21號在花蓮去世，享年九十二歲。
2010年12月16日下午5時，“八百壯士”中的一名倖存士兵楊養正因肺部严重感染及心臟衰竭，在重庆中国人民解放军第三军医大学附属新桥医院逝世。享年九十六岁，媒體稱之為最後一名“八百壮士”。同年，一位名叫杨耀辉的四川老人称自己是八百壮士幸存老兵杨根奎，後被證偽。

## 戰後士兵自助組織
四行孤軍工業服務社，1947年在民國上海成立的士兵自助組織，當時成員在上海黃浦江大達碼頭從事碼頭貨物搬運的工作。戰後殘存並加入自助組織成員共128人。由謝晉元遺孀凌維誠出面成立。
1947年3月7日，大達碼頭交給孤軍，上海市警察局和上海市公用局的公文記載「茲定三月七日起在大達四五六七八號碼頭服務，對於該碼頭原有工友，仍予登記留用，並改善其生活，整肅其風紀。」服務社在大達碼頭分總務、碼頭、運輸、生產、福利五組，另有一些孤軍自行找到了門衛、車夫、街道清潔工、鐵路警察等工作。」

## 纪念

#### 道路、公園命名
谢晋元遗体被埋葬在其孤军营宿舍门前小花园内。1947年上海市政府将上海北火车站到四行仓库的满洲路改名为晋元路，将与孤军营一墙之隔的胶州公园改名为晋元公园，并将附近一所中学改名为晋元中学。
虽然谢晋元从未参加过国民政府剿共的军事行动，但他的墓地仍然在“文化大革命”中被彻底破坏。文化大革命结束后，1983年4月16日，上海市人民政府在虹桥万国公墓重建其墓，“表彰他‘参加抗日，为国捐躯’的光辉业绩”。1986年，谢晋元的家乡广东蕉岭为其树立纪念碑，将其母校改名为“晋元中学”。

#### 樓址遭占用
在20世紀，上海四行倉庫原是一家專業物流公司的樓址，在四行倉庫保衛戰中，謝晉元團長和下屬守衛之光復路1號四行倉庫和日軍佔據之光復路195號交通銀行倉庫均屬該公司；上海四行倉庫原經理呂傳良說，「八百壯士的故事就是我們的入職教育」，但多年來公司為紀念「八百壯士」所設置之陳列室一直難獲官方認可。仓库遺址雖然於1985年9月被上海文物保管委員會批准為抗日紀念地，但長期作商場，裝修陳舊，門面不整，其中地下大部分是上海市最大之文具和辦公用品批發市場。1995年，呂傳良在加蓋之7樓一間房內建起「八百壯士抗日陳列室」，最大時才120平方米；這間陳列室是四行倉庫所属之百联集团河岸管理公司自資建立，展品也是公司員工四處募集而來。礙於人手和資金限制，建館以來，只有周五下午開放3小時，由公司員工志願講解。展览厅开放时间是每周五下午1時30分至4時。其余大部分仍被用作仓库，甚至在3楼还有一家保龄球馆。

#### 四行倉庫抗戰紀念館
2015年，隨着官方高調紀念抗戰70週年，商戶集體搬遷，周圍住戶全部拆遷，四行倉庫被按照歷史資料圖還原成1937年原貌；呂傳良之陳列室換成倉庫内3,800平方米之多媒體紀念館，8月13日，在淞滬抗戰78週年之日正式開放。大廳是巨幅謝晉元《與妻書》，左側牆上刻有中共中央總書記、國家主席、中央軍委主席習近平2014年9月3日之一段講話，「國民黨軍八百壯士，是中國人民不畏強暴、以身殉國的傑出代表」。

## 影視作品
四行仓库保卫战期间，许幸之、吴印咸等人曾深入战场一线，拍摄了八一三事变前后的大量新闻资料片，其中他们还将摄像机架在高层建筑上，抢拍到四行仓库保卫战的现场画面。1938年春，许幸之、吴印咸携该批资料赴香港剪辑，制成新闻纪录片《中国万岁》。但该片的底片和正片尚未上映便已因无法过审而被尽数销毁。
1938年4月2日上映，香港中南光荣影片製作，魯司導演的黑白粵語片《八百壯士》，鄺山笑、馮燕萍（即小燕飛）、伊秋水、黃麗絲、曹達華主演，本片加插上海戰事及群眾歡迎八百壯士進入英租界的紀錄片段。
1938年，八百壮士的事蹟被拍成同名黑白电影《八百壯士》
1976年又于台湾被改編成同名彩色电影《八百壯士》。
2005年，为纪念中国抗日战争暨世界反法西斯战争胜利六十周年，中国电信发行了一套主题电话卡，其中一张为四行仓库。
2017年，由管虎執導，以四行仓库保卫战为原型的历史题材电影《八佰》在中国大陆开机。2019年6月，疑因政治爭議取消原定同年7月的上映计划。2020年8月14日，影片开始点映，五天点映票房达2.34亿，同月25日突破10亿票房。

### 引用
1. ↑   (PDF). British Military History. 2018-06-08  [2022-08-10].
2. ↑  . アジア歴史資料センター.
3. ↑  海軍省教育局. . 1941: 231–234.
4. 1 2 3  陈德松：《殊死报国的四行孤军》，载于《八一三淞沪抗战》，北京：中国文史出版社，1987年，第168页
5. 1 2 3 4 5  朱漢國、宋亞文. . 香港: 中華書局. 2013.
6. ↑  .   [2019-06-29]. （原始内容存档于2019-06-29）.
7. 1 2  李君山，《上海南京保衛戰》，台北：麦田出版公司，1997，第124页
8. 1 2 3 4 5 6 7 8 9 10 11 12 13  . 《明報》. 2015-08-23: 新聞專題A10版.
9. 1 2 3 4 5 6 7 8 9 10 11 12  杨瑞符，《孤军奋斗四日记》，载《八一三淞沪抗战》，北京：中国文史出版社，1987年，第149-163页。原载四川省合川县《大声日版》，1939-06-12
10. 1 2 3 4 5 6 7 8 9 10 11 12 13 14 15 16 17 18 19 20 21 22 23 24 25 26 27 28 29 30 31 32  文聞 (编). . 中國文史出版社. 2005. ISBN 7-5034-1590-8.
11. 1 2 3 4 5  孙元良，《谢晋元与八百壮士》载于《八一三淞沪抗战》北京：中国文史出版社，1987年，第115-129页。原载，台北 孙元良回忆录《亿万光年中的一瞬》。
12. 1 2 3 4 5  张柏亭，《淞沪会战纪要》，载《八一三淞沪抗战》，北京：中国文史出版社，1987年，第130-148页。原载台北《传记文学》第四十一卷第二期
13. 1 2 3 4 5  楊惠敏，〈自述〉，载《谢晋元与八百壮士》，载于《八一三淞沪抗战》北京：中国文史出版社，1987年，第117-119页
14. 1 2  上官百成，《八百壮士与谢晋元日记》，1975年，华欣文化事业中心出版。
15. ↑  谢继民，《关于谢晋元和八百壮士史实的几点说明》，载《史林撷英》（上海文史资料选辑第八十八辑），上海：上海市政协文史资料编辑部，1998年，第210-211页
16. ↑  上海《立报》，1937年10月29日。
17. ↑  .   [2016-10-29]. （原始内容存档于2016-10-30）.
18. ↑  .   [2016-10-29]. （原始内容存档于2017-03-31）.
19. ↑  根据公共租界工部局档案记载，并比较《新加坡路中国士兵拘禁营拘禁兵力实况清单》，10月31日进入孤军营中的实际人数为355人，谢晋元之后与工部局的书信中再次证实了这个数字。
20. ↑  上海《立报》，1937-11-02
21. 1 2  李扬：《王文川忆四行孤军八百壮士》，《文汇报》，2007-08-13
22. ↑  罗元铮主编.《中华民国实录-抗战烽火-1》第203页.长春：吉林人民出版社
23. ↑   宋美齡《申報》民國29年11月15日第10版〈孤軍營輸款蔣夫人函謝〉
24. ↑   蒋介石《中央日報》民國30年4月26日第2版〈蔣委員長通電悼念謝晉元〉
25. ↑  宋美齡 《中央日報》民國30年4月28日第2版〈蔣夫人電唁謝團長夫人〉
26. ↑  胡志偉 (作家)：〈抗日名將孫元良訪問記〉，香港：《明報》，2005-06-19，D10世紀版
27. ↑  方军：《老兵杨养正-淞沪抗战八百壮士中最后的英雄》 Archive.today的存檔，存档日期2007-05-04，中国黄埔军校网
28. ↑  四行倉庫八百壯士聞名中外　部分輾轉成巴紐陣亡英靈
29. ↑  《花蓮榮家之寶》厲鼎新 八百壯士全台僅存，《自由電子報》，2009-7-26（繁體中文）
30. ↑  花蓮榮家厲鼎新憶述上海戰事─在四行倉庫接楊惠敏所送國旗，榮民文化網，（繁體中文）
31. ↑  最后“八百壮士” 病逝重庆，《联合早报》，2010-12-18（简体中文）
32. ↑  壯士楊養正走了，《重慶商報》，2010-12-17
33. ↑  “八百壮士”最后一员希望找回勋章
34. ↑  .   [2011-01-24]. （原始内容存档于2011-01-26）.
35. ↑  李啸; 钟睿. . 衢州新闻网－衢州日报. 2020-08-31  [2020-09-04]. （原始内容存档于2021-02-25）.
36. ↑  毛剑杰. . 新浪微博. 2020-08-19  [2020-08-30]. （原始内容存档于2020-08-25）.
37. ↑  邢逸群,冷培榆. . 中共遼寧省委黨史研究室下轄遼寧黨史網. 2012  [2020-08-30]. （原始内容存档于2020-08-30）. 原刊於《党史纵横》2012年第四期。
38. 1 2 3 4 5 6  . 《明報》. 2015-08-23: 新聞專題A10版  [2021-10-20]. （原始内容存档于2021-10-23）.
39. ↑  . m.yangshipin.cn.   [2025-02-21]. （原始内容存档于2025-02-22） （中文（中国大陆））.
40. ↑  . history.ifeng.com.   [2025-02-21]. （原始内容存档于2025-02-22） （中文）.
41. ↑  . 搜狐网. 2020-08-25  [2020-08-28] （中文（简体））.